# کارد سوئیچ (آلاباما)
کارد سوئیچ (به انگلیسی: Card Switch) یک منطقهٔ مسکونی در ایالات متحده آمریکا است که در شهرستان جکسون، آلاباما واقع شده‌است. کارد سوئیچ ۱۹۵٫۹۹ متر بالاتر از سطح دریا قرار دارد.